# Pillanatragasztó

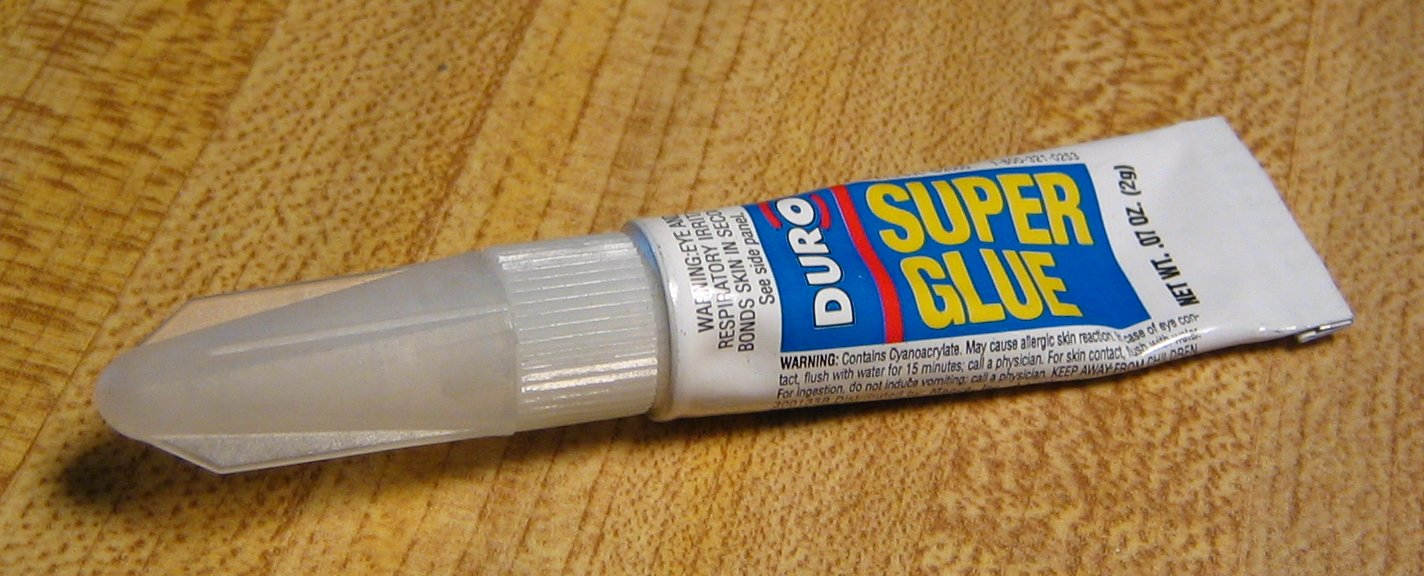
Pillanatragasztó tubusban

A pillanatragasztó (vagy cián-akrilát, cianoakrilát) egy erős, gyorsan kötő ragasztó, mely kémiai úton, a nedvesség hatására polimerizálódva alakít ki kötést a ragasztandó felületek között.

## Története
A második világháború alatt, 1942-ben, miközben célzókészülékek készítésére alkalmas műanyagot próbáltak előállítani, a Dr. Harry Coover által vezetett kutatócsoport fedezte fel véletlenül a vegyületet. Dr. Harry Coover – már a Kodak Research Labs kutatójaként – 1951-ben kollégájával, Fred Joynerrel „újra felfedezte” a ragasztóanyagot, melyet 1958-ban hoztak először forgalomba.

## Működése
Kémiailag a pillanatragasztó egy akrilgyanta, melyben a környező nedvességben levő hidroxidionok polimerizációt idéznek elő. Az úgynevezett anionos polimerizációs folyamat során a cianoakrilát monomerek a víz hatására egymáshoz kötődnek. A kötődő láncok addig kötődnek tovább, ameddig a polimerszálak csak bírják, így tartós műanyaghálót alkotnak, amely a felületekhez tapadva különlegesen erős kötést hoz létre.

## Használata
A pillanatragasztót a mindennapokban törött tárgyak javítására alkalmazzák, de bizonyos fajtáit a törvényszéki orvostanban ujjlenyomatok rögzítésére vagy a sebészetben sebek lezárására használják. A ragasztó kötéséhez szükséges víz a felületek vagy a környező levegő nedvességtartalmából származhat. 
A ragasztó kötésekor a polimerizációs folyamat olyan gyorsan megy végbe, hogy a bőrön található nedvesség miatt pillanatok alatt ráragadhat a bőrre. Ezért óvatosan kell kezelni, például ha a szembe kerül, akkor összeragaszthatja a szempillákat vagy a szemhéjat. Az egyes ragasztókhoz mellékelt biztonsági útmutatók szerint ilyenkor nem szabad pánikba esni, hanem a szemet csukva kell tartani, majd alapos meleg vizes öblítés után haladéktalanul szakorvoshoz kell fordulni. 1-4 nap elteltével a szem állítólag újra kinyílik minden további beavatkozás nélkül is.
Az akrilmonomerből távozó pára ingerli a szemet, az orrot, a torkot és a tüdőt. A folyékony ragasztó pamuttal, gyapjúval, bőrrel exoterm reakcióra lép, hőt fejleszt; például a farmernadrágra csöppenő pillanatragasztó fájdalmas égési sérülést okozhat.
Gyermekektől ajánlatos elzárva tartani.